# Orsa bilineatus
Orsa bilineatus är en fjärilsart som beskrevs av George Francis Hampson 1894. Orsa bilineatus ingår i släktet Orsa och familjen nattflyn. Inga underarter finns listade i Catalogue of Life.